# Dionizjos Periegeta
Dionizjos Periegeta, Dionizjos z Aleksandrii (gr. Διονύσιος ὁ Περιηγητής) – autor opisu zamieszkanego świata (periegesis tes oikoumenes), sporządzonego greckim heksametrem. Uważa się, że mieszkał w Aleksandrii za czasów Hadriana. Jego prace zawierają pierwsze wzmianki o Hunach, nazywanych tam także Funami.